# SDSS J072956.77+372758.5
SDSS J072956.77+372758.5 ist eine aktive Galaxie im Sternbild Fuhrmann am Nordsternhimmel, die schätzungsweise 1,2 Milliarden Lichtjahre von der Milchstraße entfernt ist. Im selben Himmelsareal befinden sich u. a. die Galaxien NGC 2387 und IC 2190.